# Parti communiste des terres basques
Le Parti communiste des terres basques (en basque : Euskal Herrialdeetako Alderdi Komunista abrégé en EHAK) et en espagnol : Partido Comunista de las Tierras Vascas abrégé en PCTV) est un parti politique basque dont le champ d'action est le Pays basque espagnol ou « Pays basque sud », de gauche abertzale et d'idéologie marxiste-léniniste. Il est placé sur la liste officielle des organisations terroristes de l'Union européenne en 2009 mais n'y apparaît plus en 2010.

## Histoire
Le 17 avril 2005, le parti obtient 12,44 % des voix et une représentation parlementaire (neuf sièges) au Parlement basque. Il est durement critiqué, notamment par le Parti populaire, qui l'amalgame avec l'organisation Euskadi ta Askatasuna (ETA) et à une résurgence de la liste interdite d'Aukera Guztiak (es) (« toutes les options » en basque).
Le parti est interdit, en janvier 2008, de se présenter aux élections générales du 9 mars, puis déclaré illégal, aux côtés du parti Action nationaliste basque (EAE-ANV) par l'État espagnol pour des liens supposés avec Batasuna, parti accusé d'être la branche politique d'ETA.

## Idéologie
Le parti défend dans ses statuts la dictature du prolétariat et l'autodétermination et l'indépendance du peuple basque, au sein d'une république socialiste. Dans ses premiers meetings, des drapeaux de l'URSS étaient arborés.